# ウラジーミル・コツマン
ウラジーミル・コツマン（Vladimír Kocman  1956年4月5日 - ）は旧チェコスロバキアの南ボヘミア州・チェスケー・ブジェヨヴィツェ出身の柔道選手。階級は95kg超級。身長197cm。体重125kg。

## 人物
1980年モスクワオリンピック95kg超級では銅メダルを獲得した。1981年の世界選手権でも95kg超級で3位となった。1983年の世界選手権無差別では決勝まで進むものの、斉藤仁に大外落の技ありから腕挫脚固を極められて敗れたものの2位となった。1984年ロサンゼルスオリンピックはチェコスロバキアがボイコットしたために出場できなかったが、その実質的な対抗大会としてワルシャワで開催されたフレンドシップ・ゲームズでは無差別で2位となった。

## 主な戦績
（階級表記のない大会は全て95kg超級での成績）
- 1976年 - ヨーロッパジュニア　3位
- 1977年 - ハンガリー国際　3位
- 1978年 - ブルガリア国際　95kg超級　優勝　無差別　2位
- 1978年 - ポーランド国際　2位
- 1979年 - ブルガリア国際　3位
- 1980年 - ヨーロッパ選手権　95kg超級　5位　無差別　3位
- 1980年 - モスクワオリンピック　3位
- 1981年 - チェコ国際　3位
- 1981年 - ヨーロッパ選手権　無差別　5位
- 1981年 - ポーランド国際　3位
- 1981年 - 世界選手権　3位
- 1982年 - チェコ国際　優勝
- 1982年 - 世界学生　無差別　2位
- 1982年 - ポーランド国際　2位
- 1983年 - チェコ国際　5位
- 1983年 - 世界選手権　無差別　2位
- 1984年 - ヨーロッパ選手権　3位
- 1984年 - フレンドシップ・ゲームズ　無差別　2位
- 1985年 - ポーランド国際　2位